# 生方繁
生方 繁（うぶかた しげる、1978年11月15日 - ）は、神奈川県出身の元サッカー選手、サッカー指導者。現役時代のポジションはミッドフィールダー。

## 来歴
国士舘高校から国士舘大学体育学部への推薦入学に失敗したうえ、一般受験でも不合格。そこで留学生制度を利用して1997年にイタリアへ渡り、セリエD2部ACサンジュステーゼと同3部サンベニーニョに合計2シーズン在籍した。
帰国後は柏レイソルなどの入団テストを受験するも不合格が続き、アップルスポーツカレッジFC（現JAPANサッカーカレッジ）に入団。提携していたアルビレックス新潟への入団を目指すこととなった。
主力選手として活躍すると、第80回天皇杯全日本サッカー選手権大会に新潟県代表として同クラブの初出場に貢献する。
翌年には当時J2リーグに所属していた新潟に希望通り加入。しかし、出場は天皇杯の1試合にとどまり、シーズン終了後に退団。
翌2002年からはザスパ草津でプレーし、2004年に現役引退。
現役引退後は2005年からは同クラブ、2014年から2017年まではSC相模原の下部組織の監督やコーチを務めるなどしている。

## 所属クラブ
ユース経歴
- 1988年 - 1990年 町田小川FC
- 1991年 - 1993年 三菱養和SC千歳
- 1994年 - 1996年 国士館高等学校

プロ経歴
- 1997年 - 1998年  ACサンジュステーゼ
- 1999年  サンベニーニョ
- 2000年  アップルスポーツカレッジFC
- 2001年  アルビレックス新潟
- 2002年 - 2004年  ザスパ草津

## 個人成績
| 国内大会個人成績 | 国内大会個人成績 | 国内大会個人成績 | 国内大会個人成績 | 国内大会個人成績 | 国内大会個人成績 | 国内大会個人成績 | 国内大会個人成績 | 国内大会個人成績 | 国内大会個人成績 | 国内大会個人成績 | 国内大会個人成績 |
| 年度             | クラブ           | 背番号           | リーグ           | リーグ戦         | リーグ戦         | リーグ杯         | リーグ杯         | オープン杯       | オープン杯       | 期間通算         | 期間通算         |
| 年度             | クラブ           | 背番号           | リーグ           | 出場             | 得点             | 出場             | 得点             | 出場             | 得点             | 出場             | 得点             |
| 日本             | 日本             | 日本             | 日本             | リーグ戦         | リーグ戦         | リーグ杯         | リーグ杯         | 天皇杯           | 天皇杯           | 期間通算         | 期間通算         |
| ---------------- | ---------------- | ---------------- | ---------------- | ---------------- | ---------------- | ---------------- | ---------------- | ---------------- | ---------------- | ---------------- | ---------------- |
| 2001             | 新潟             | 25               | J2               | 0                | 0                | 0                | 0                | 1                | 0                | 1                | 0                |
| 通算             | 日本             | 日本             | J2               | 0                | 0                | 0                | 0                | 1                | 0                | 1                | 0                |
| 総通算           | 総通算           | 総通算           | 総通算           | 0                | 0                | 0                | 0                | 1                | 0                | 1                | 0                |

## 指導歴
- 1996年 三菱養和調布サッカースクール コーチ
- 2005年 - 2006年  ザスパ赤堀ジュニアユース 監督
- 2007年 ザスパ草津前橋U-12 監督
- 2008年 ザスパ草津U‐18 コーチ
- 2009年 ザスパ草津U‐15 コーチ（U-13担当）
- 2010年 ザスパ草津U‐15 監督
- 2011年 ザスパ草津U‐15 チーフ（U-14担当）
- 2012年 ザスパ草津U‐15 コーチ（U-13担当）
- 2013年 ザスパクサツ群馬U‐15 コーチ（U-14担当）
- 2014年 - 2017年 SC相模原ジュニアユース　コーチ
- 2020年 CPサッカー日本代表 分析コーチ[3]
- 2022年 - 聖望学園中学校サッカー部 監督[2]